# 6830 Джонбекус
6830 Джонбекус (6830 Johnbackus) — астероїд головного поясу, відкритий 5 травня 1991 року.
Тіссеранів параметр щодо Юпітера — 3,180.